# Pelle Sadolin
Pelle Sadolin (født 27. november 1929 død 8. december 2016) var en dansk erhvervsleder.
Pelle Sadolin, der var søn af tegneren Ebbe Sadolin og maleren Mana Sadolin, blev cand.polit. fra Københavns Universitet i 1956 og ejendomsmægler i 1987.
Han var økonomichef i Rex Rotary International fra 1957 til 1960. 1960-1965 var han direktør for Teknisk Forlag og var fra 1965 til 1968 importør hos Lars Foss. Han etablerede i 1968 konsulent- og mæglerfirmaet Rossen & Sadolin, senere Sadolin & Albæk. Fra 1997 var han tilknyttet virksomheden på konsulentbasis.
Pelle Sadolin var aktiv i kulturlivet; i 1971 medstifter af og senere bestyrelsesformand for Bristol Teatret. Senere kom han i bestyrelsen for Betty Nansen Teatret og var bestyrelsesformand til 1992. Han var sammen med Morten Grunwald en af hovedkræfterne bag Østre Gasværk Teater i 1976 og var formand for bestyrelsen for teatret 1983-1999. Siden 1999 var han lægdommer ved boligretten i København og bestyrelsesmedlem i Nørrebros Teater.
Fra 1955 til 1969 var han gift med skuespilleren Birgit Sadolin.